# クランベリーズ
クランベリーズ (The Cranberries)は、アイルランドのロックバンド。1989年結成。2004年以降の活動休止を挟み、2009年に活動再開するも、2018年にボーカルのドロレス・オリオーダンが死去、1年後の2019年にスタジオ・アルバム『In The End』のリリースを最後に解散。
ポップなアコースティック・ソング「リンガー」、政治色の濃いヘヴィなサウンドの楽曲「ゾンビ」など多数のヒット曲を出し、アルバムセールスは4,000万枚を超えている。代表曲の「ドリームス」は、映画『ユー・ガット・メール』の主題歌やキリンビバレッジ「生茶」のCMに採用された。また、香港の人気歌手フェイ・ウォンが「ドリームス」を「夢中人」としてカバーし、大ヒットさせた。

## 歴史
ノエルとマイクのホーガン兄弟とファーガル・ロウラーの3人を中心として1989年に結成。当時は cranberry sauce（クランベリーソース）をもじって「The Cranberry Saw Us（クランベリー・ソー・アス）」というバンド名だった。ボーカリストは友人のナイアル・クインだったがやがて脱退し、彼のガールフレンドのさらに友人のドロレス・オリオーダンがオーディションの末に加入する。彼女はメロディを渡されるとすぐに作詞の能力を発揮し、翌日に完成させて披露した。これが後に大ヒットとなる「リンガー」である。
デモ音源300本を制作して国内のレコード店で完売させるとすぐに「リンガー」「ドリームス」を含む新たなデモを制作開始し、バンド名をザ・クランベリーズと改名。この時に使用したゼリック・スタジオの経営者ピアース・ギルモアは後にクランベリーズのマネージャー／プロデューサーとなっている。デモはイギリスの各レコード会社に送られ、争奪戦の末にアイランド・レコードと契約することが決まる。
クランベリーズはプロデューサーのピアース・ギルモアと共にスタジオに入りシングル「Uncertain」を録音してゼリック・レコードから発売。しかしこの作品は失敗に終わり、バンドとギルモアの緊張は高まってしまう。さらにメジャーデビューを目前に控えてギルモアが自己所有のスタジオに関する密約をアイランド・レコードと交わしていたことが判明し、解雇する。バンドは新たにマネージャーとしてラフ・トレード・レコードのジェフ・トラヴィスを雇用、トラヴィスの紹介によりプロデューサーとしてステファン・ストリートを雇用することにした。
シングル「ドリームス」（1992年）、デビュー・アルバム『ドリームス』（1993年）、シングル「リンガー」（1993年）と作品をリリースし、女性リードシンガーであるオリオーダンの表現力豊かなボーカルにより、英国を中心に話題となるが後の世界的成功にはまだ届かない状態であった。しかし、バンドは挫けずにアメリカへ渡って9か月に渡るツアーをザ・ザやスウェードのサポートとして敢行。ツアーで徐々に評判を高めていくと、「リンガー」がMTVでヘヴィ・ローテーションされるようになってくる。これに後押しされるように「リンガー」はチャート8位、アルバム『ドリームス』はダブル・プラチナムに達する。ツアーを終えて地元リムリックに帰郷、イギリスでは年明けにチャートを昇りだし、夏に1位となった。
1994年にアルバム『ノー・ニード・トゥ・アーギュ』を発表。アメリカで初登場6位、年内にトリプル・プラチナムとなり、北アイルランド問題を取り上げた反戦歌『ゾンビ』は1990年代的な暗いヘヴィさが大きな話題になった。長期ツアーは翌年まで続き、世界各国でチャート1位、ゴールドやプラチナム・ディスクになり、売り上げは1400万枚を超えた。1994年にはカーペンターズのトリビュート・アルバム『イフ・アイ・ワー・ア・カーペンター〜カーペンターズに捧ぐ』に「遙かなる影」のカヴァーを提供。1995年初頭にはMTVアンプラグドにも出演した。
オリオーダンの脱退が噂される中、ブルース・フェアバーンをプロデューサーとしてアルバム『トゥ・ザ・フェイスフル・ディパーテッド - 追憶と旅立ち』（1996年）を発表。イギリスで2位、アメリカで4位になるものの前作ほどのヒットにはならず、チャートでは急降下した。しかし2枚目のシングル「フリー・トゥ・ディサイド」はビルボードでトップ10に入るなど「リンガー」以来のヒットになった。しかしオリオーダンがハード・スケジュールにより過労のためドクター・ストップとなってツアーは中断、バンドは2年の休暇を取る。
次作『ベリー・ザ・ハチェット』（1999年）も前作同様ロック色の強いアルバムとなり、13か国で1位となるもののイギリスで7位、アメリカで13位となる。しかしこれに伴うツアーはバンド史上最大規模で最も成功したものとなり、パリ公演の模様は『ミレニアム・ライヴ・イン・パリ』としてビデオになった。
アルバム『ウェイク・アップ・アンド・スメル・ザ・コーヒー』（2001年）には初期のファンが待ち望んでいたステファン・ストリートがプロデューサーとして戻ってきた。しかしチャート成績は芳しくなく、アルバムからの2枚目と3枚目のシングルはイギリスでチャート入りできずに終わってしまう。それでもアルバムの売上枚数は現在までに150万枚を超えている。
その年のツアーを終えて翌2002年、クランベリーズは初のコンピレーション盤『スターズ：ザ・ベスト・オブ・クランベリーズ 1992-2002』を発表してツアーを行う。
2004年、クランベリーズは各メンバー個別のキャリアのためバンド活動を休止することを発表する。
2009年8月25日、オリオーダンが活動再開を発表。11月中旬より北アメリカツアーを行い、2010年明けからは南アメリカ、続けてヨーロッパを回るツアーを予定している。
2012年2月に、11年ぶり6枚目のアルバムとなる『ローゼズ』をリリース。
2018年1月15日、レコーディングのためロンドンに滞在中のオリオーダンが死去。宿泊先のロンドン・ヒルトン・オン・パークレーンの浴室で発見され、「急性アルコール中毒で泥酔した事による溺死」と診断された。

## 影響
クランベリーズが少年期に大きく影響を受けたのは  シネイド・オコナー
、 スージー・アンド・ザ・バンシーズ、ジョイ・ディヴィジョン、 ザ・キュアー、 エコー&ザ・バニーメン やザ・スミス。

## メンバー

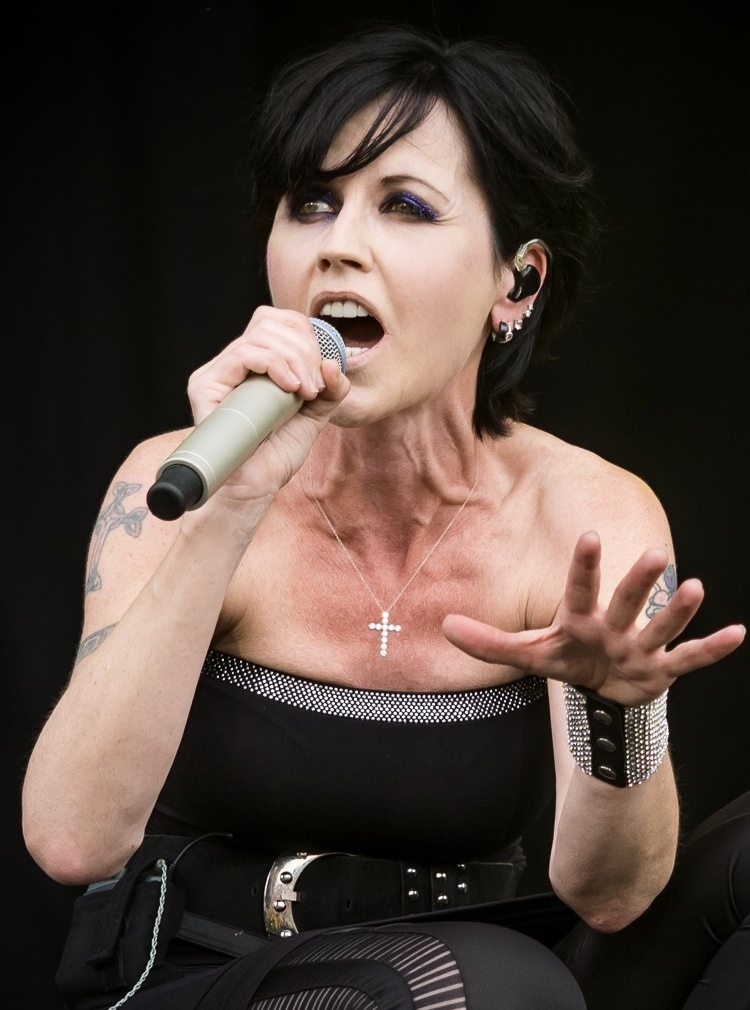
ドロレス・オリオーダン

メンバーはいずれもアイルランド共和国・リムリック出身
- ノエル・ホーガン（Noel Anthony Hogan、1971年12月25日 - ） - ギター (1989年–2003年、2009年–2019年)
- マイク・ホーガン（Michael Gerard Hogan、1973年4月29日 - ） - ベース (1989年–2003年、2009年–2019年)
- ファーガル・ロウラー（Fergal Patrick Lawler、1973年4月29日 - ） - ドラム (1989年–2003年、2009年–2019年)
- ナイアル・クイン（Niall Quinn） - リード・ボーカル、リズム・ギター (1989年–1990年)
- ドロレス・オリオーダン（Dolores Mary Eileen O'Riordan Burton、1971年9月6日 - 2018年1月15日） - リード・ボーカル、ギター、キーボード (1989年–2003年、2009年–2018年) ※2018年死去

## ディスコグラフィ

### オリジナル・アルバム
- 『ドリームス』 - Everybody Else Is Doing It, So Why Can't We? (1993年)
- 『ノー・ニード・トゥ・アーギュ』 - No Need to Argue (1994年)
- 『トゥ・ザ・フェイスフル・ディパーテッド - 追憶と旅立ち』 - To the Faithful Departed (1996年)
- 『ベリー・ザ・ハチェット』 - Bury the Hatchet (1999年)
- 『ウェイク・アップ・アンド・スメル・ザ・コーヒー』 - Wake Up and Smell the Coffee (2001年)
- 『ローゼズ』 - Roses (2012年)
- 『サムシング・エルス』 - Something Else (2017年)
- 『イン・ジ・エンド』 - In the End (2019年)

### コンピレーション
- 『スターズ：ザ・ベスト・オブ・クランベリーズ 1992-2002』 - Stars - The Best of 1992 - 2002 (2002年)
- Treasure Box - The Complete Sessions 1992-1999

### ライブ・ビデオ
- 『ライヴ・イン・ロンドン』 - Live (1994年)
- Doors and Windows (1995年)
- 『ミレニアム・ライヴ・イン・パリ』 - Beneath The Skin - Live In Paris (2000年)

### ミュージック・ビデオ
- Everyone Else Is Watching This... So Why Can't We?
- 『スターズ：ザ・ベスト・オブ・クランベリーズ 1992-2002』 Stars - The Best of 1992 - 2002 (2002年)